# Casperia (bướm đêm)
Casperia  là một chi bướm đêm thuộc họ Erebidae.

## Hình ảnh

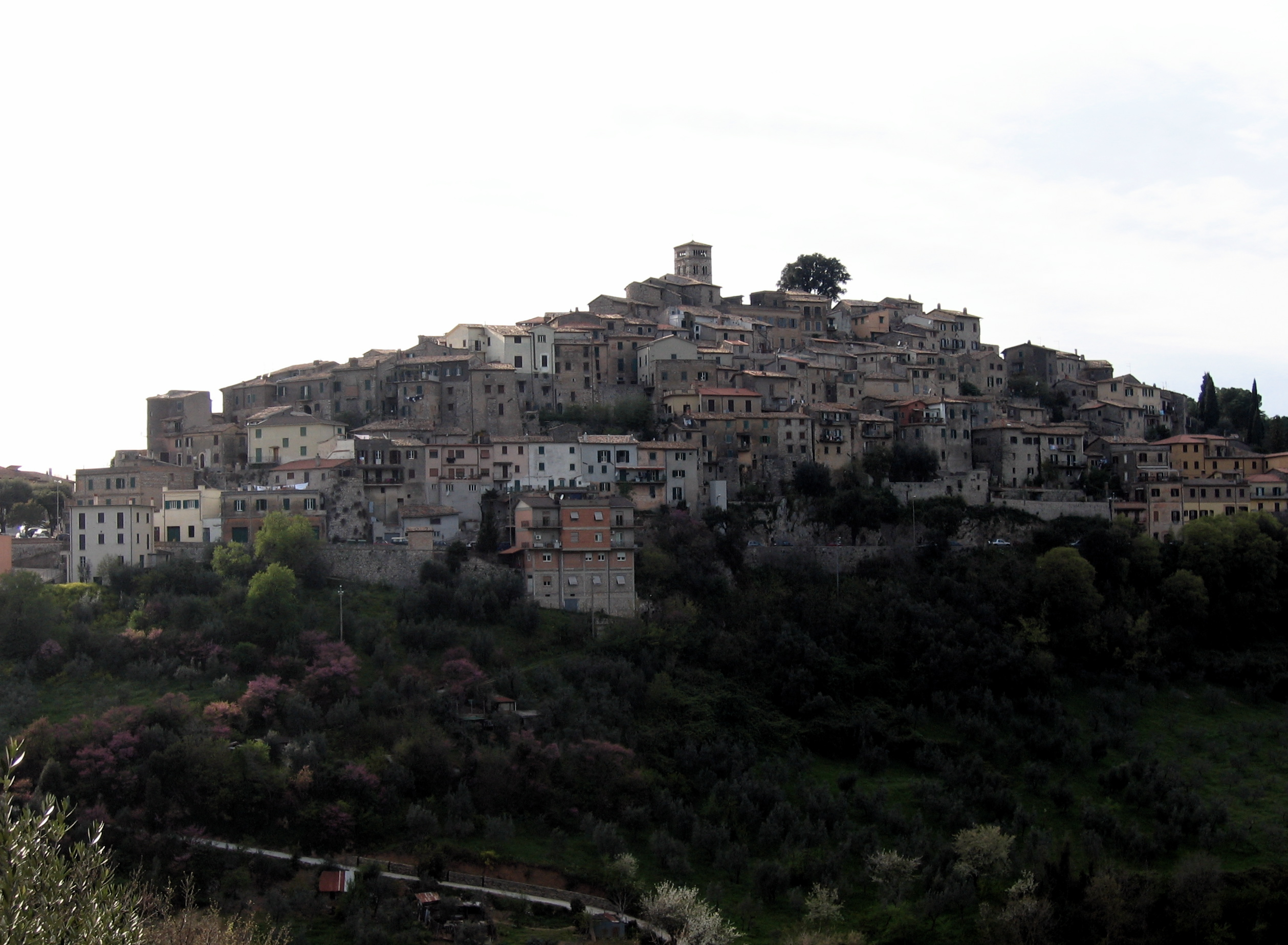
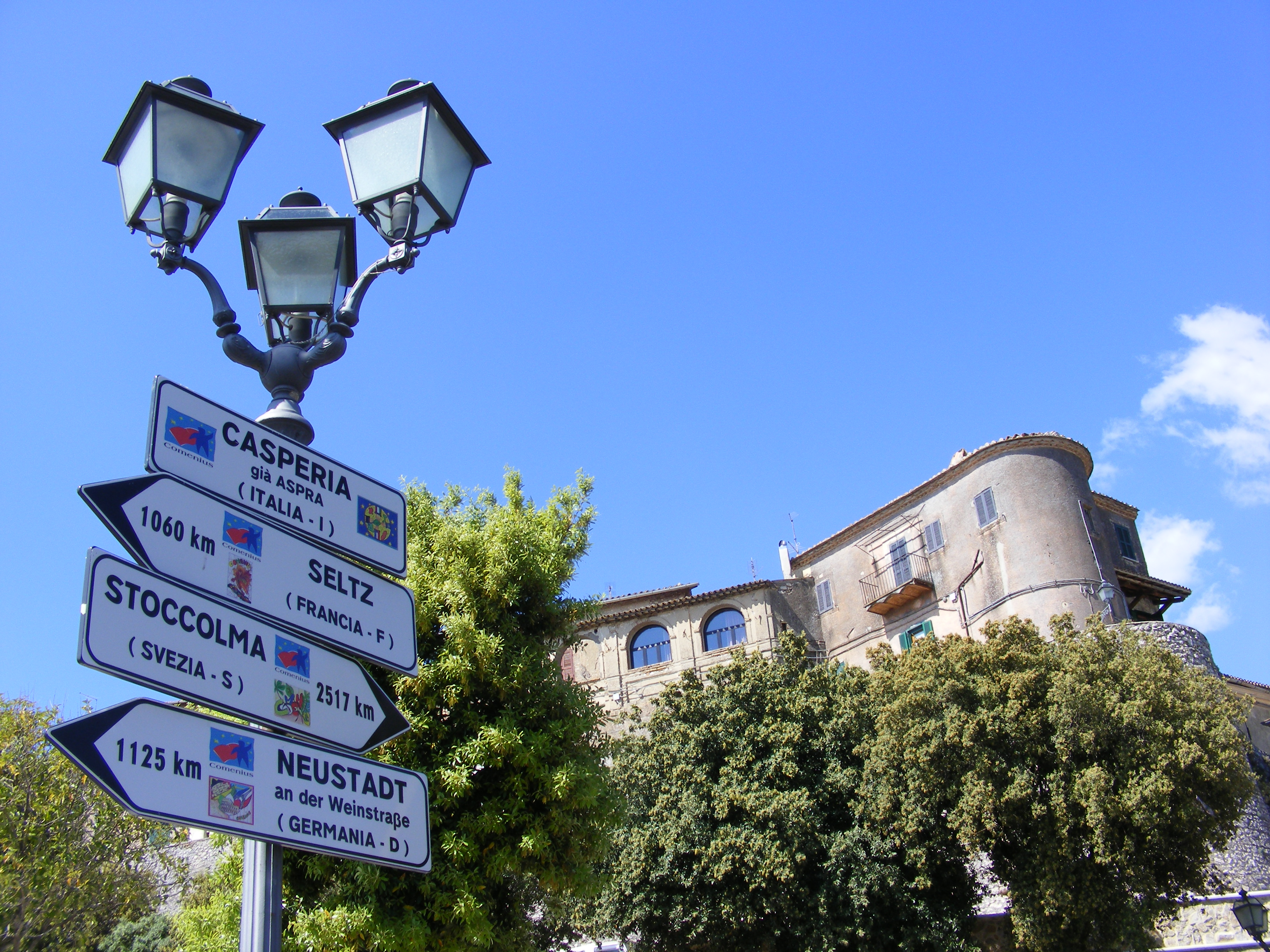
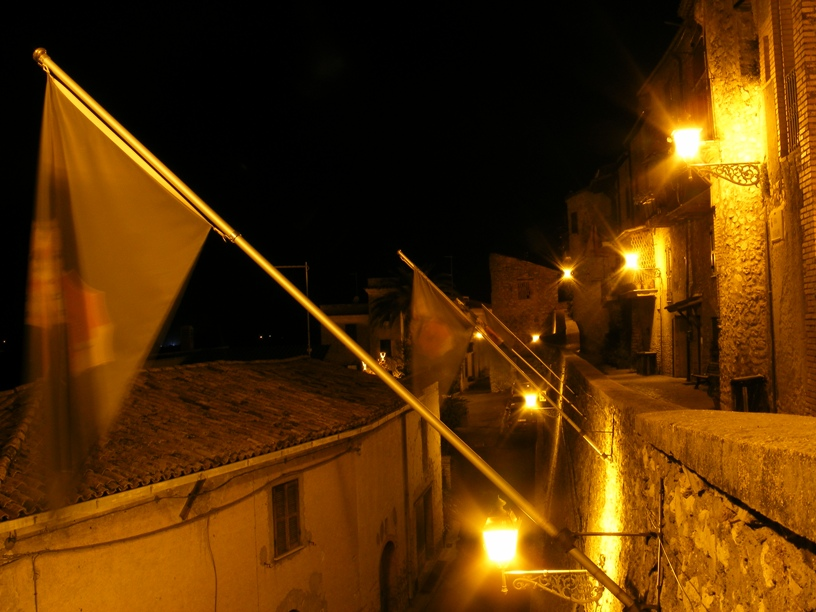
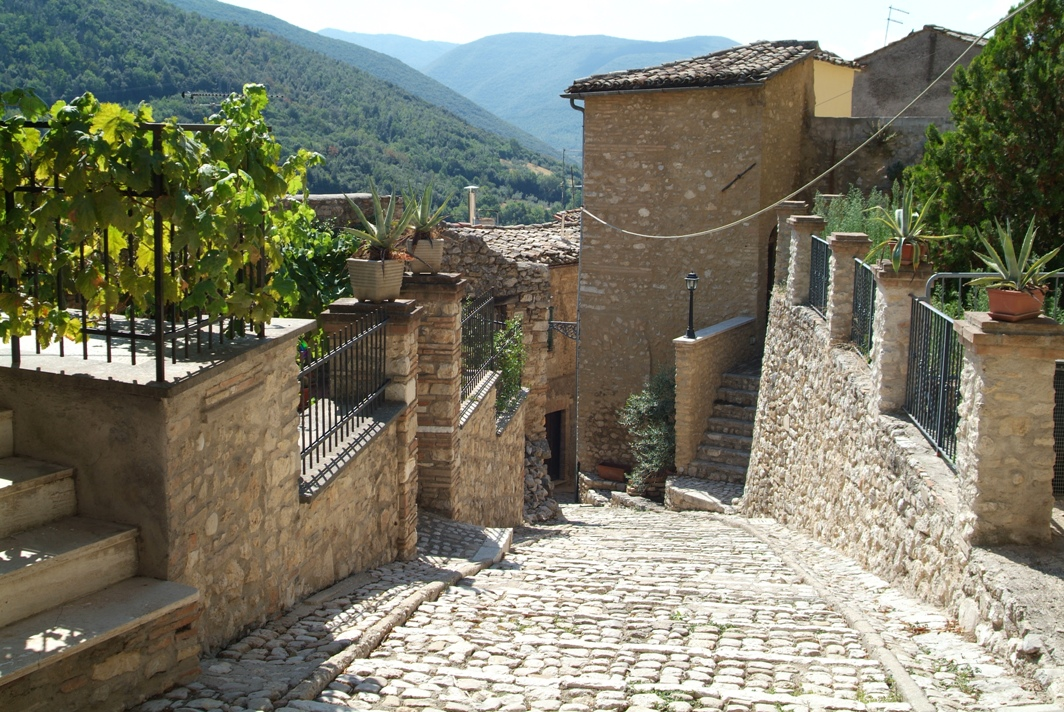